# La Nocle-Maulaix
La Nocle-Maulaix település Franciaországban, Nièvre megyében. Lakosainak száma 270 fő (2022. január 1.). La Nocle-Maulaix Savigny-Poil-Fol, Cronat, Fours, Montambert, Saint-Seine és Ternant községekkel határos.

## Népesség
A település népességének változása:
| Lakosok száma | 294  | 285  | 282  | 279  | 280  | 279  | 276  | 273  | 270  |
|               | 2013 | 2015 | 2016 | 2017 | 2018 | 2019 | 2020 | 2021 | 2022 |